# Rhynchagrotis meta
Rhynchagrotis meta là một loài bướm đêm trong họ Noctuidae.